# Salomona bispinosa
Salomona bispinosa är en insektsart som beskrevs av Willemse, C. 1959. Salomona bispinosa ingår i släktet Salomona och familjen vårtbitare. Inga underarter finns listade i Catalogue of Life.